# NOFX
NOFX fue una banda californiana de punk rock formada en 1983 por Fat Mike como bajista, vocalista y compositor, y el guitarrista Eric Melvin. El baterista Erik Sandin se les unió poco después, y junto con El Hefe (guitarra principal y trompeta desde 1991)
El éxito de NOFX tuvo en principio mucho que ver con el auge mainstream del punk rock en los 90, aunque a diferencia de muchos de sus contemporáneos (como Bad Religion, Green Day o The Offspring), jamás firmaron con ninguna gran compañía discográfica.
Publicaron trece discos de estudio, dieciséis EP y varios sencillos. Alcanzaron mucha popularidad internacional en 1994 con su quinto LP Punk in Drublic, que fue disco de oro sin haber sido difundido en radios ni televisión; dieron entrevistas solamente a medios independientes. Han vendido cerca de seis millones de copias en todo el mundo, lo que les convierte en una de las bandas independientes más exitosas.[cita requerida]

## Historia
Todo empezó cuando Fat Mike (nombre real Mike Burkett) quiso fundar un grupo punk que tuviese buenas letras y buenas canciones, que grabase discos y saliese a tocar, a esta idea se suma Eric Melvin un amigo suyo de la infancia, quien no tenía mucha habilidad para tocar la guitarra pero que compartía los sueños y gustos de Mike, quien entonces tocaba en una banda llamada False Alarm. Junto a Erik Sandin completan el trío, encargándose este de la batería, Mike del bajo y voz y Eric Melvin de la guitarra y coros. Grabaron EP como "The PMRC can suck on this" y participaron de lo que sería el primer Warped Tour, con una fiel pero escasa fanaticada.
Grabaron Liberal Animation en 1988 con Brett Gurewitz de Bad Religion, y fue relanzado en 1991 por Epitaph Records aunque NOFX corrió con los gastos de la grabación. NOFX firmó con Epitaph en 1989, sacando a la luz el LP S&M Airlines. En el mismo año nació, de la mano de Fat Mike, el sello Fat Wreck Chords, que pronunciado correctamente suena como "Fat Records". Durante un año, Sandin deja la banda, siendo sustituido por Scott Sellers, y más tarde por Scott Aldahl.
Sin embargo, la banda sufre la pérdida de Dave Allen, que murió en un accidente de automóvil en el Fest de 1990 en San Francisco. El último álbum publicado con Steve Kidwiller como guitarrista fue Ribbed. En 1992, antes de la grabación de The Longest Line, El Hefe se unió como guitarrista y trompetista en el lugar de Steve; después de esto lanzaron White Trash, Two Heebs And A Bean. Este año también salió a la venta un LP con algunas de las primeras canciones del grupo; lo sacó a la venta el sello Mystic Records sin el consentimiento del grupo. Según las propias palabras de Fat Mike: "El disco es pésimo y las carátulas muy malas. Nunca tuvimos ningún control sobre él. Ni siquiera sabíamos que iba a salir a la venta hasta que lo vimos expuesto en una tienda".
En 1994 lanzaron Punk in Drublic, el disco más importante de la banda que coincidió con el auge del punk rock y punk pop californiano y con los otros dos discos que, junto a Punk in Drublic, fueron fundamentales en el nuevo revival: Smash, de The Offspring y Dookie, de Green Day. El álbum, cuyo título es un juego de palabras derivado de la expresión inglesa "drunk in public" (ebrio en público), fue disco de oro en los Estados Unidos, pero NOFX nunca encajó con la popularidad de otras bandas de punk, y aunque se hicieron famosos en los 90 y mantienen sus primeros fanes, consideran a otras bandas "unos vendidos". Fat Mike asegura que, en su momento, les ofrecieron, hasta "un millón y medio de dólares por tres discos. Cuando te ofrecen tanto dinero piensas mucho en el futuro y en lo que realmente te interesa para tu banda.

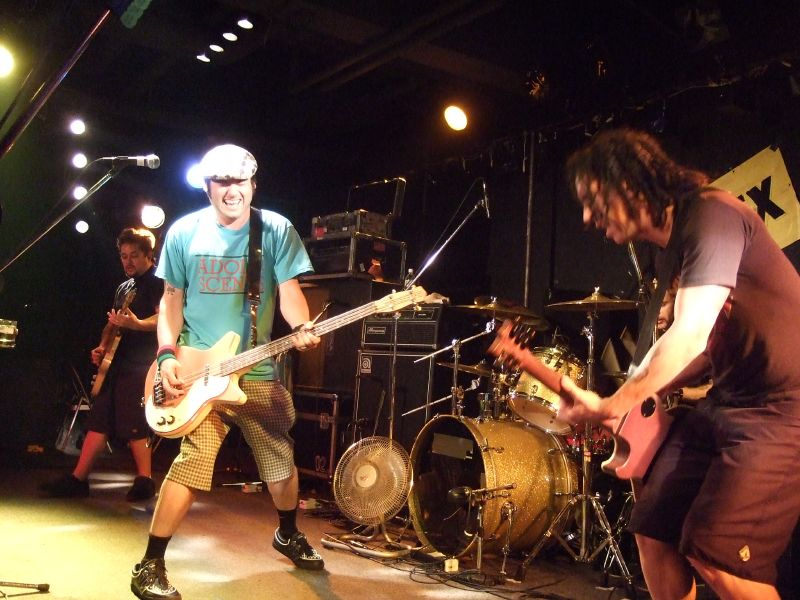
El Hefe a la izquierda, Fat Mike de verde en el centro y Eric Melvin, a la derecha durante un concierto.

Es algo parecido a lo que ha pasado con Bad Religion. Han perdido gran cantidad de sus primeros fanes, pero por otro lado están vendiendo más discos que nunca. 
"Nosotros tocamos para nuestros mejores fans y el dinero que conseguimos es mejor solo por eso. No necesitamos más." El líder de NOFX siempre se ha mostrado contrario a "venderse" a una multinacional, pero también está en contra de la forma en que algunas bandas de punk rock, según él, se "venden": "Rancid busca entrar en el star system, sólo se preocupan por cenar con Madonna y todo eso. Después no aceptarán que se escriba un montón de artículos sobre lo estúpidos que son. Están en esto para ser populares y vender millones de discos. Sin embargo cree que Offspring ya lo han conseguido y eso que son unos mamones, su directo es una mierda, pero tienen canciones que están bien. Me gustan muchos de sus temas, en el fondo son una buena banda".. Han dado el paso correcto."
Desde 1994 no han aceptado entrevistas y han grabado muy pocos videos. Fat Mike solo contestó a una entrevista para Guitar World en 2003 dando su opinión sobre las nuevas bandas de pop punk populares en ese tiempo.
En 1996 salió Heavy Petting Zoo. Acerca de este álbum, Eric Melvin respondió, en el portal "Questions & Answers" de NOFX.org: "Pensaba que este disco era el disco más cool de todos, pero después me di cuenta de que no era tan cierto." "Creo que se vendió bien en Bélgica." Esto al parecer porque el sonido del Disco Heavy Petting Zoo era bastante "raro y psicodélico" lo cual se aleja del sonido original de NOFX. Al año siguiente se lanzó So Long And Thanks for All The Shoes.

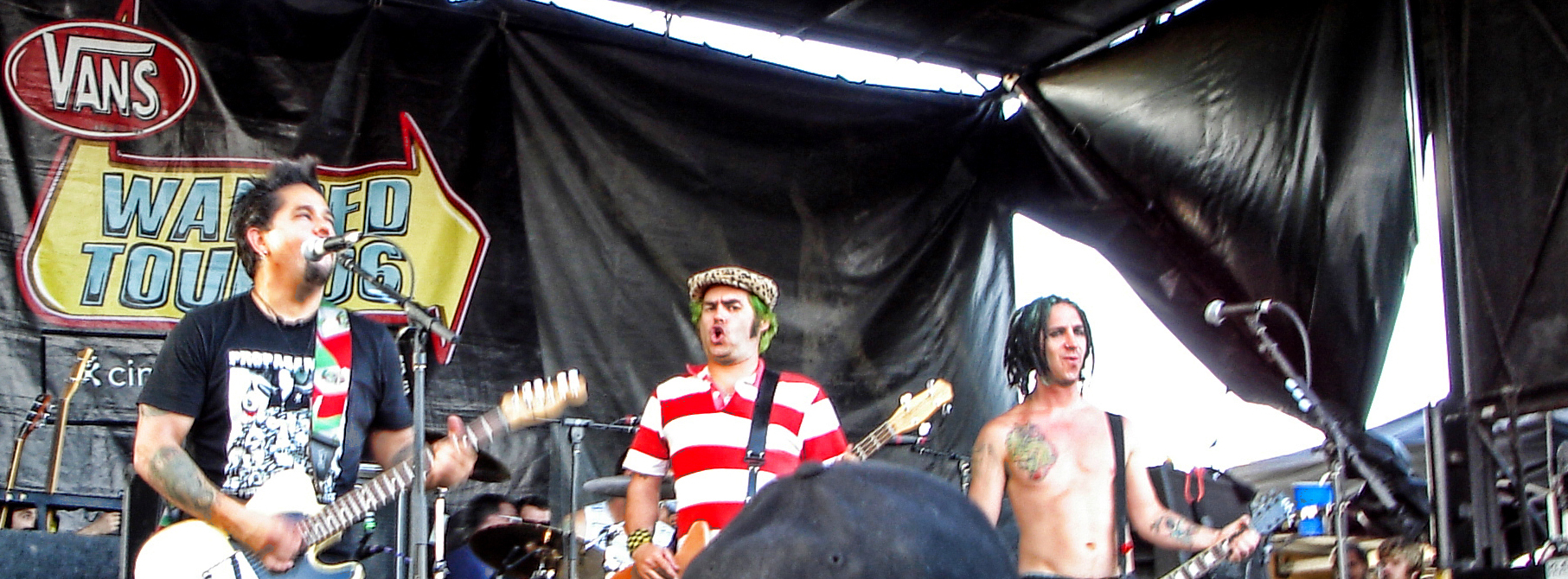
NOFX durante el Warped Tour de 2006.

El año 2000 sacaron el disco Pump Up the Valuum teniendo buenas críticas por parte de sus fanes y la crítica lo que les permitió finalizar en el puesto 61 del prestigioso Billboard 200. En el año 2003, después de varios años de ausencia, NOFX sacó un CD titulado The War on Errorism #1 en la lista Billboard de álbumes independientes, un álbum de canciones comprometidas políticamente con un sonido más hardcore, que fue el comienzo de su particular campaña anti-Bush, para concienciar a la juventud americana. Desde el lanzamiento de ese álbum, Fat Mike creó la web Punkvoter.com, sacó dos recopilatorios llamados Rock Against Bush en Fat Wreck, y una gira llamada Rock Against Bush por todo Estados Unidos. Su aparición en la escena política ha dejado huella, aunque no tuvo los éxitos esperados tras la mayoría absoluta de los republicanos en las elecciones presidenciales de 2004.
La banda ha sacado varios EP (como Fuck the Kids y The Longest Line) en Fat Wreck Chords. En febrero de 2005 crearon una suscripción, NOFX 7" of the Month Club, sacando un EP cada mes hasta enero de 2006 (un total de 12 lanzamientos.), etiquetado como "El documento de un duro año de composición". Tras el lanzamiento de un EP llamado Never Trust a Hippy, NOFX sacó en abril de 2006 el LP llamado Wolves in Wolves' Clothing.
Aunque es muy difícil llegar a algún sitio en el mundo de la música sin la ayuda de una compañía importante, NOFX elige alejarse de MTV, radios comerciales y discográficas importantes. El hecho de estar totalmente en contra de los ideales de la cadena televisiva MTV ha hecho aumentar considerablemente la popularidad de NOFX. Para muchos grupos, tener un vídeo difundido a través de la MTV significa éxito. En el caso de NOFX, el éxito no juega ningún papel. La única forma de publicidad que ha tenido NOFX a lo largo de 25 años es la planificación de conciertos, grabación de CD, artículos de ropa, pegatinas o pósteres.
El 1 de septiembre de 2022, Fat Mike confirmó en respuesta a un comentario en una publicación de Instagram que NOFX se disolvería en 2023 y que su espectáculo final tendría lugar en su ciudad natal de Los Ángeles, California.

## Polémicas

### Medios de comunicación
NOFX (pronunciado no-eff-ex) es una banda que apenas hace declaraciones a los medios de comunicación, ya sea prensa, televisión o radio. Muy estrictamente se han prestado a ello mediante fanzines o publicaciones independientes.
Oficialmente han declarado que hay algunas buenas razones y otras malas. La principal es que, según la propia banda en su web oficial, están cansados de ser explotados por la prensa. Consideran que hay muchos medios interesados en explotar su imagen que tratan de entrevistarlos o realizar reportajes acerca de la banda para incluirlos en las revistas más comerciales y masivas. Por lo tanto, asumen que "así es difícil decidir qué medios están realmente interesados en la banda y cuales no. Es todo parte del juego del marketing. Nosotros decidimos mantenernos lejos de él. Hacemos, ocasionalmente, entrevistas a pequeñas zines, pero la mayoría de las veces mantenemos en privado nuestra vida personal y nuestras opiniones. Tenemos una fantástica base de seguidores, no necesitamos a nadie más ni nada más grande. Somos felices con los discos que vendemos y con lo populares que somos", termina de señalar la banda.
Es habitual, además, en la banda californiana el rechazo a MTV, VH1 y canales similares, para que muestren los videoclips de sus sencillos. Sin embargo, NOFX sí realizó una actuación en directo para la NBC en el "Late Night with Conan O'Brien" en 2004, uno de los "late night" más vistos e importantes de la televisión estadounidense para promocionar el punk voter.

## Miembros
| - Eric Melvin: guitarra rítmica (1983-presente); guitarra líder (1983-1987, 1991-presente) acordeón, coros (1983-presente) - "Fat" Mike Burkett: bajo, teclados (1983-presente); voz (1983-1986, 1986-presente) - Aaron "El Hefe" Abeyta: guitarra líder, guitarra rítmica, trompeta, trombón, coros (1991-presente) - Erik "Smelly" Sandin: batería (1983-1985, 1986-presente) - Marc "Titus" GC: batería (2021-presente) | - Scott Sellers: batería (1985-1986) - Scott Aldahl: batería (1986) - Dave Allen: voz, guitarra rítmica, guitarra líder (1986; su muerte) - Dave Casillas: guitarra líder (1987-1989) - Steve Kidwiller: guitarra líder (1989-1991) |

## Discografía

### Álbumes de estudio
| Año  | Álbum                                | Discográfica     |
| ---- | ------------------------------------ | ---------------- |
| 1988 | Liberal Animation                    | Epitaph          |
| 1989 | S&M Airlines                         | Epitaph          |
| 1991 | Ribbed                               | Epitaph          |
| 1992 | White Trash, Two Heebs and a Bean    | Epitaph          |
| 1994 | Punk in Drublic                      | Epitaph          |
| 1996 | Heavy Petting Zoo                    | Epitaph          |
| 1997 | So Long and Thanks for All the Shoes | Epitaph          |
| 2000 | Pump Up the Valuum                   | Epitaph          |
| 2003 | The War on Errorism                  | Fat Wreck Chords |
| 2006 | Wolves in Wolves' Clothing           | Fat Wreck Chords |
| 2009 | Coaster                              | Fat Wreck Chords |
| 2012 | Self Entitled                        | Fat Wreck Chords |
| 2016 | First Ditch Effort                   | Fat Wreck Chords |
| 2021 | Single Album                         | Fat Wreck Chords |
| 2022 | Double Album                         | Fat Wreck Chords |

### Álbumes en directo
| Año  | Álbum                              | Discográfica     |
| ---- | ---------------------------------- | ---------------- |
| 1995 | I Heard They Suck Live!!           | Fat Wreck Chords |
| 2007 | They've Actually Gotten Worse Live | Fat Wreck Chords |
| 2018 | Ribbed: Live in a Dive             | Fat Wreck Chords |

### EP
| Año  | Título                         | Discográfica     |
| ---- | ------------------------------ | ---------------- |
| 1985 | NOFX                           | Mystic Records   |
| 1986 | So What If We're on Mystic!    | Mystic Records   |
| 1987 | The P.M.R.C. Can Suck on This! | Wassail Records  |
| 1992 | The Longest Line               | Fat Wreck Chords |
| 1995 | Leave It Alone'                | Epitaph          |
| 1996 | Eating Lamb'                   | Epitaph          |
| 1996 | Fuck the Kids                  | Fat Wreck Chords |
| 1999 | The Decline                    | Fat Wreck Chords |
| 2001 | Surfer                         | Fat Wreck Chords |
| 2003 | Regaining Unconsciousness      | Fat Wreck Chords |
| 2006 | Never Trust a Hippy            | Fat Wreck Chords |
| 2009 | Cokie the Clown                | Fat Wreck Chords |
| 2009 | Frisbee                        | Fat Wreck Chords |
| 2009 | The Myspace Transmissions      | Fat Wreck Chords |

### Recopilatorios
| Año  | Título                                                             | Discográfica     |
| 1992 | Maximum Rocknroll                                                  | Mystic Records   |
| 2002 | 45 or 46 Songs That Weren't Good Enough to Go on Our Other Records | Fat Wreck Chords |
| 2004 | The Greatest Songs Ever Written (By Us!)                           | Epitaph Records  |
| 2010 | The Longest EP                                                     | Fat Wreck Chords |

### Sencillos
| Año       | Canción                                     | Discográfica     |
| --------- | ------------------------------------------- | ---------------- |
| 1992      | Liza and Louise                             | Fat Wreck Chords |
| 1994      | Don't Call Me White                         | Fat Wreck Chords |
| 1995      | HOFX                                        | Fat Wreck Chords |
| 1996      | All of Me                                   | Fat Wreck Chords |
| 1999      | Timmy the Turtle                            | Fat Wreck Chords |
| 1999      | Louise and Liza                             | Fat Wreck Chords |
| 2000      | Pods and Gods                               | Fat Wreck Chords |
| 2000      | Bottles to the Ground                       | Epitaph          |
| 2001      | Fat Club 7                                  | Fat Wreck Chords |
| 2003      | 13 Stitches                                 | Fat Wreck Chords |
| 2005-2006 | 7" of the Month Club                        | Fat Wreck Chords |
| 2012      | My Stepdad's a Cop and My Stepmom's a Domme | Fat Wreck Chords |
| 2012      | Ronnie and Mags                             | Fat Wreck Chords |
| 2013      | Xmas Has Been X'ed/New Year's Revolution    | Fat Wreck Chords |
| 2016      | Six Years On Dope                           | Fat Wreck Chords |

### Videos musicales
| Año  | Canción                            | Director      | Del disco:                        | Aparece en:                       |
| ---- | ---------------------------------- | ------------- | --------------------------------- | --------------------------------- |
| 1988 | "Shut Up Already"                  |               | Liberal Animation                 | Ten Years of Fuckin' Up           |
| 1988 | "Mr Jones"                         |               | Liberal Animation                 | Ten Years of Fuckin' Up           |
| 1989 | "S&M Airlines"                     |               | S&M Airlines                      | Ten Years of Fuckin' Up           |
| 1993 | "Bob"                              | Samuel Bayer  | White Trash, Two Heebs and a Bean | Ten Years of Fuckin' Up           |
| 1993 | "Stickin' In My Eye"               |               | White Trash, Two Heebs and a Bean | Punk-O-Rama: The Videos, Volume 1 |
| 1994 | "Leave It Alone"                   |               | Punk in Drublic                   | Punk-O-Rama: The Videos, Volume 1 |
| 1996 | "I Wanna be an Alcoholic"          |               | Unreleased                        | Peepshow DVD                      |
| 2003 | "Franco Un-American"               | John Taylor   | The War on Errorism               | Peepshow III                      |
| 2006 | "Seeing Double At The Triple Rock" | Justin Staggs | Wolves in Wolves' Clothing        |                                   |
| 2009 | "Cokie the Clown"                  |               | Cokie the Clown                   |                                   |
| 2012 | "Xmas Has Been X'ed"               |               | Self Entitled                     |                                   |
| 2016 | "Six Years On Dope"                |               | First Ditch Effort                |                                   |

### DVD
| Año  | Título                      |
| ---- | --------------------------- |
| 2008 | NOFX: Backstage Passport    |
| 2015 | NOFX: Backstage Passport II |

### Otros
| Año  | Título                      | Discográfica     |
| 1988 | Drowning Roses / NOFX Split | X-Mist Records   |
| 2002 | BYO Split Series, Vol. 3    | BYO Records      |
| 2010 | NOFX / The spits Split      | Fat Wreck Chords |